# Hortensja de Beauharnais

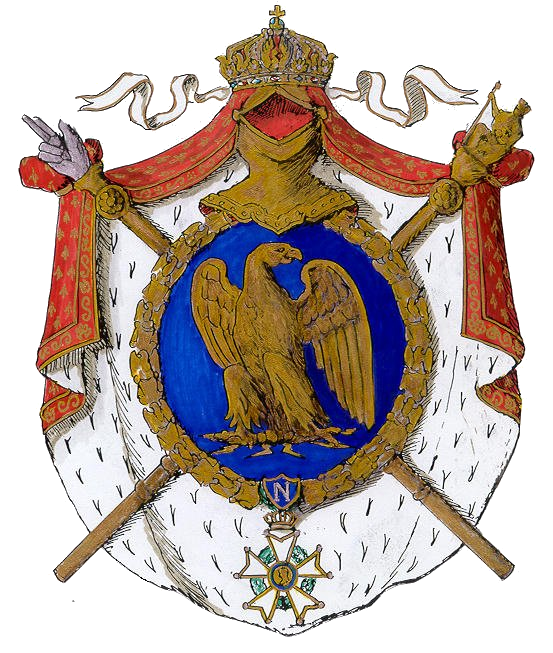
Cesarski herb Bonapartych

Hortensja (Hortense) de Beauharnais (ur. 10 kwietnia 1783 w Paryżu, zm. 5 października 1837 w zamku Arenenberg w kantonie Turgowia w Szwajcarii) – córka cesarzowej francuskiej Józefiny z jej pierwszego małżeństwa z wicehrabią Aleksandrem de Beauharnais (1760–1794), królowa Holandii jako żona Ludwika Bonapartego i matka króla Holandii Napoleona Ludwika oraz cesarza Napoleona III.
Jako dwunastoletnie dziecko Hortensja została przyjęta do ekskluzywnej pensji dla dziewcząt w Paryżu, prowadzonej przez panią Campan, gdzie uczęszczały panny z najwyższych sfer. 8 marca 1796 roku jej matka zawarła powtórne małżeństwo z mało jeszcze znanym generałem Napoleonem Buonaparte, który przy tej okazji zmienił nazwisko rodowe na "Bonaparte", brzmiące z francuska.
Wiedząc, że nie może mieć więcej dzieci, cesarzowa Józefina pragnęła scementować unię rodzin Bonaparte i Beauharnais w nadziei, że jej syn lub wnuki staną się następcami Napoleona. W tym celu wydała Hortensję za mąż za Ludwika, młodszego brata ówczesnego Pierwszego Konsula Bonapartego (4 stycznia 1801). Hortensja stała się w ten sposób szwagierką swej własnej matki. Małżeństwo było nieudane: Ludwik cierpiał na chorobliwą zazdrość i urojenia paranoidalne, a Hortensja na hipochondrię. Ze związku pochodziło trzech synów:
- Napoleon Ludwik Karol, który zmarł w 1807 roku, w piątym roku życia i którego Ludwik nie chciał uznać, podejrzewając, że jest synem cesarza Napoleona,
- Napoleon Ludwik, król Holandii przez 10 dni,
- Ludwik Napoleon, późniejszy cesarz Napoleon III (według niektórych historyków syn Karola de Flahaut).

W 1806 roku Napoleon I stworzył Królestwo Holandii i dał tron swemu bratu Ludwikowi. Hortensja została królową. W roku 1810 Ludwik, skłócony z bratem, został przez niego zmuszony do abdykacji i małżonkowie rozstali się: Hortensja z synami powróciła do Francji, a Ludwik osiedlił się w Niemczech.
Piękna, inteligentna i uwodzicielska Hortensja miała w tych latach wielu kochanków. Najtrwalszym okazał się związek z hrabią Karolem de Flahaut, synem Talleyranda. Miała z nim urodzonego w 1811 roku syna Karola Augusta de Flahaut, który potem jako książę Karol August de Morny odegrał ważną rolę za panowania swego brata przyrodniego, Napoleona III.
Po restauracji Burbonów w roku 1814 Hortensja miała romans z carem Aleksandrem I, który udzielił jej swej protekcji i skłonił Ludwika XVIII do przyznania jej apanażu i nadania tytułu księżnej de Saint-Leu. W okresie "stu dni Napoleona" Hortensja opowiedziała się za cesarzem, co doprowadziło do jej banicji z Francji w roku 1816. Prowadziła z synami wędrowne życie po Niemczech, Szwajcarii i Włoszech, aż w końcu postanowiła się osiedlić w Szwajcarii i zakupiła w roku 1817 pałacyk Arenenberg w miejscowości Salenstein, w kantonie Turgowia, gdzie mieszkała do końca życia (w 1906 roku cesarzowa-wdowa Eugenia podarowała zamek kantonowi).
Ostatnie lata miała trudne: w 1831 roku syn Napoleon Ludwik Karol zmarł nagle jako powstaniec włoski, w 1837 ostatni syn, Ludwik Napoleon, został zmuszony do ucieczki do USA po nieudanej próbie zamachu stanu we Francji. Hortensji udało się zawiadomić go o swej ciężkiej chorobie; powrócił w pośpiechu do Europy i był obecny przy jej ostatnich chwilach. Do końca życia Napoleon III nosił przy sobie jej ostatni list. Pochowano ją obok matki w kościele parafialnym w Rueil-Malmaison pod Paryżem.